# Championnat de Thaïlande de football 2023-2024
Navigation
2022-2023 2024-2025
La saison 2023-2024 de la Thai League 1 est la vingt-septième édition du championnat de Thaïlande de football et la sixième sous l'appellation « Thai League 1 ». 
Buriram United est le tenant du titre.

## Compétition
Le championnat également appelé Hilux Revo Thai League pour des raisons de sponsoring commence le 11 août 2023. Auparavant, le 5 août 2023, Bangkok United remporte la Supercoupe contre le champion sortant Buriram United.
Avec le changement de format de la Ligue des champions de l'AFC, le champion de cette saison est qualifié pour la phase de groupes de la Ligue des champions Élite de l'AFC 2024-2025 et le vainqueur de la Coupe de Thaïlande 2024 est qualifié pour le tour de qualification. Le vice-champion ou l'équipe la mieux classée non qualifiée pour la Ligue des champions Élite est qualifiée pour la Ligue des champions 2 de l'AFC 2024-2025.

## Classement
| Rang | Équipe                    | Pts | J  | G  | N  | P  | Bp | Bc | Diff |
| ---- | ------------------------- | --- | -- | -- | -- | -- | -- | -- | ---- |
| 1    | Buriram United T          | 69  | 30 | 20 | 9  | 1  | 70 | 27 | +43  |
| 2    | Bangkok United C          | 61  | 30 | 17 | 10 | 3  | 58 | 24 | +34  |
| 3    | Port FC                   | 57  | 30 | 16 | 9  | 5  | 72 | 37 | +35  |
| 4    | BG Pathum United          | 54  | 30 | 15 | 9  | 6  | 59 | 38 | +21  |
| 5    | Muangthong United         | 52  | 30 | 16 | 4  | 10 | 64 | 45 | +19  |
| 6    | Ratchaburi Mitr Phol      | 39  | 30 | 11 | 6  | 13 | 39 | 35 | +4   |
| 7    | Uthai Thani FC P          | 35  | 30 | 9  | 8  | 13 | 39 | 55 | -16  |
| 8    | Khon Kaen United FC       | 35  | 30 | 8  | 11 | 11 | 44 | 58 | -14  |
| 9    | Lamphun Warriors FC       | 35  | 30 | 9  | 8  | 13 | 45 | 47 | -2   |
| 10   | PT Prachuap               | 34  | 30 | 8  | 10 | 12 | 33 | 39 | -6   |
| 11   | Chiangrai United          | 34  | 30 | 8  | 10 | 12 | 31 | 35 | -4   |
| 12   | Nakhon Pathom United P    | 33  | 30 | 8  | 9  | 13 | 37 | 53 | -16  |
| 13   | Sukhothai Football Club   | 32  | 30 | 9  | 5  | 16 | 34 | 60 | -26  |
| 14   | Chonburi FC               | 30  | 30 | 7  | 9  | 14 | 33 | 52 | -19  |
| 15   | Police Tero Football Club | 28  | 30 | 7  | 7  | 16 | 38 | 67 | -29  |
| 16   | Trat FC P                 | 26  | 30 | 6  | 8  | 16 | 40 | 64 | -24  |

|  | Qualification pour la Ligue des champions Élite de l'AFC 2024-2025                                  |
|  | Qualification pour la Ligue des champions Élite de l'AFC 2024-2025, tour de qualification           |
|  | Qualification pour la Ligue des champions 2 de l'AFC 2024-2025                                      |
|  | Relégation en Thai League 2                                                                         |
|  | T : Tenant du titre C : Vainqueur de la Coupe de Thaïlande 2024 P : Club promu de deuxième division |

- En cas d'égalité de points, le critère de départage est le nombre de points en confrontations directes.

- Muangthong United  est qualifié pour la Ligue des champions 2 de l'AFC 2024-2025, profitant du forfait de l'équipe de Thanh Hóa Football Club du Viet-Nam et du désistement du quatrième du classement, BG Pathum United[2].

## Bilan de la saison
| Championnat de Thaïlande de football 2023-2024 |                                 |
| Champion                                       | Buriram United (10e titre)      |
| Coupes et trophées                             |                                 |
| Vainqueur de la Coupe de Thaïlande 2023-2024   | Bangkok United                  |
| Qualifications continentales                   |                                 |
| Ligue des champions Élite de l'AFC 2024-2025   | Buriram United                  |
| Ligue des champions Élite de l'AFC 2024-2025   | Bangkok United                  |
| Ligue des champions 2 de l'AFC 2024-2025       | Port FC                         |
| Ligue des champions 2 de l'AFC 2024-2025       | Muangthong United               |
| Promotions et relégations                      |                                 |
| Promus en Thaï League 1                        | Nakhon Ratchasima Football Club |
| Promus en Thaï League 1                        | Nongbua Pitchaya FC             |
| Promus en Thaï League 1                        | Rayong FC                       |
| Relégués en Thaï League 2                      | Trat FC                         |
| Relégués en Thaï League 2                      | Police Tero Football Club       |
| Relégués en Thaï League 2                      | Chonburi FC                     |